# 幸存录
《幸存录》是明末抗清志士夏允彝创作的私家历史著述，主要记述万历年间开始的党争、对后金的防御、以及崇禎朝的流寇等事件，并夹杂着作者个人的看法。共六卷。夏允彝之子夏完淳亦有《续幸存录》二卷存世。